# BMC ADO9
Der Projektname BMC ADO9 bezeichnet eine Modellfamilie des britischen Automobilherstellers British Motor Corporation (BMC), die von 1958 bis 1961 im Wege des Badge Engineering unter verschiedenen Konzernmarken angeboten wurde. Im englischen Sprachraum werden die Modelle wegen ihrer von Pininfarina entworfenen Karosserie auch die Farina Saloons genannt. Ab 1961 ersetzte BMC die ADO9 durch die BMC ADO38 mit fast gleicher Karosserie, stärkeren Motoren und geändertem Fahrwerk.

## Entwicklungsgeschichte
1955 beauftragte BMC das italienische Designunternehmen Pininfarina mit der Neugestaltung einzelner Baureihen des Unternehmens. BMC griff damit eine Entwicklung auf, die der Konkurrent Standard in Form einer Zusammenarbeit mit Giovanni Michelotti kurz zuvor begonnen hatte. Den Anfang machte der Kleinwagen A35, dessen rundliche Form 1951 gestaltet worden war. Ihn löste der Austin A40 Farina ab, eine zweitürige Schräghecklimousine, die es auch als Countryman mit großer Heckklappe gab. Für die Mittelklasse entwarf Pininfarina eine viertürige Stufenhecklimousine mit einer Karosserie in der damals modernen Trapezlinie, die bei BMC werksintern die Bezeichnung ADO9 erhielt. Bei weitgehend gleicher Technik und Karosserie bot der Konzern Versionen des ADO9 als Austin, Morris, MG, Riley und Wolseley an, die in Abständen von jeweils einem Monat auf den Markt kamen. Sie unterschieden sich aus Rationalisierungsgründen äußerlich nur durch Details voneinander. Das Badge-Engineering-Konzept ließ die einzelnen BMC-Marken auch in der Mittelklasse ihre Identitäten verlieren.
Die Form des ADO9 verwendete Pininfarina mit kleinen Abweichungen auch für den 1960 vorgestellten Peugeot 404.
Dem ADO9 ähnlich waren die Modelle der ADO10-Familie, die mit einem 2,9 Liter großen Sechszylindermotor der C Series ausgestattet waren und in der oberen Mittelklasse positioniert waren.
Die ab 1961 produzierte Modellfamilie ADO38, die die ADO9-Reihe ersetzte, war technisch und stilistisch weitgehend gleich. Die Modelle wurden unverändert von den fünf Marken Austin, MG, Morris, Riley und Wolseley angeboten, hatten aber einen auf 1,6 Liter aufgebohrten Motor, 2 cm mehr Radstand, eine etwa 4 cm breitere Spur und etwas kleinere Heckflossen. Sie blieben in Großbritannien bis 1971 im Angebot.
Die australische Niederlassung der BMC fertigte den ADO38 1962 bis 1965 in einem eigenen Werk und verkaufte ihn als Austin Freeway mit einem selbst entwickelten Sechszylindermotor, der einem um zwei Zylinder verlängerten B-Motor entsprach.

## Technik und Aufbau

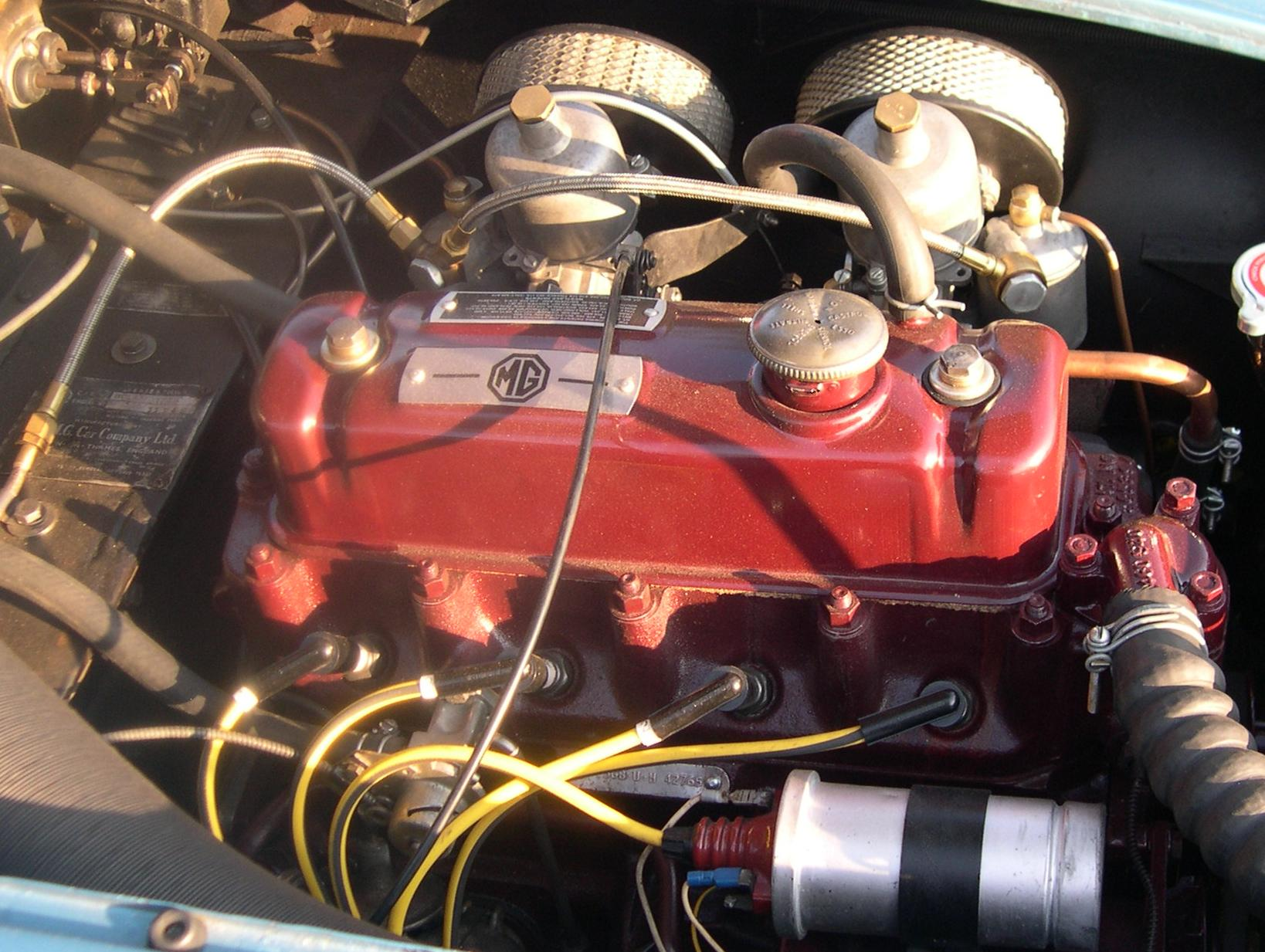
1,5-Liter-Vierzylindermotor der BMC-B-Serie (MG-Version mit zwei Vergasern)

Die Technik des ADO9 galt als „konservativ und langweilig.“ Vorne waren die Räder an Doppelquerlenkern einzeln aufgehängt; hier nutzte BMC Schraubenfedern und eine Fingerlenkung. Hinten verwendete der ADO9 eine Starrachse an halbelliptischen Blattfedern. An allen Rädern waren hydraulisch betätigte Trommelbremsen installiert. Als Antrieb diente ein 1,5 Liter großer Vierzylindermotor der BMC-B-Serie (Bohrung × Hub = 73,02 × 88,9 mm), der je nach Modell mit unterschiedlichen Vergaservarianten ausgestattet war. Der Austin, der Morris und der Wolseley hatten einen Motor mit einem Einfachvergaser, der 55 bhp (41 KW) leistete. Die MG- und Riley-Versionen hatten zwei Vergaser; ihre Leistung betrug 64 bhp (49 kW). Die Motoren nutzte BMC seit 1953 in unterschiedlichen Varianten in verschiedenen anderen Modellen, so im MG Magnette ZA, dem MG A und dem Austin A50 Cambridge. Mit beiden Motorisierungsvarianten galten die ADO9-Autos angesichts ihrer Größe und ihres Gewichts als untermotorisiert. Das Schaltgetriebe mit vier Vorwärtsgängen wurde wahlweise über eine Mittel- oder eine Lenkradschaltung bedient, wobei letztere über alle Modellreihen hinweg nur selten bestellt wurde. Ein Automatikgetriebe wurde nicht angeboten; die Automatik kam erst mit dem Nachfolger ADO38 ins Programm.
Die Karosserie war selbsttragend konstruiert und bestand aus gepresstem Stahl. Die vorderen Kotflügel mündeten in runden Einzelscheinwerfern. Hinten hatten alle Modelle leicht ansteigende Heckflossen. Stilistisch unterschieden sich die Modelle nur durch Details in der Frontpartie, am Kühlergrill und abweichend gestaltete Rückleuchten; im Innenraum gab es teilweise eigenständige Ausstattungen. Verantwortlich für das individuelle Design der einzelnen Modelle waren die BMC-Mitarbeiter Riccardo „Dick“ Burzi und Sid Goble.

## Mitglieder der Modellfamilie
Varianten des ADO9 wurden in Großbritannien und in Europa unter den Marken Austin, MG, Morris, Riley und Wolseley verkauft. Die einzelnen Modelle waren eine Kombination verschiedener Ausstattungs- und Motorisierungskomponenten. Die nahezu gleichen Austin und Morris waren die Basisversionen. Der Wolseley war besser ausgestattet, der MG bot einen stärkeren Motor und im Riley schließlich wurde die luxuriöse Ausstattung des Wolseley mit dem starken Motor des MG kombiniert.
Abgesehen davon montierte Siam Di Tella in Argentinien den ADO9 in Lizenz. Dieses Modell entsprach weitgehend dem britischen Riley.

### Wolseley 15/60

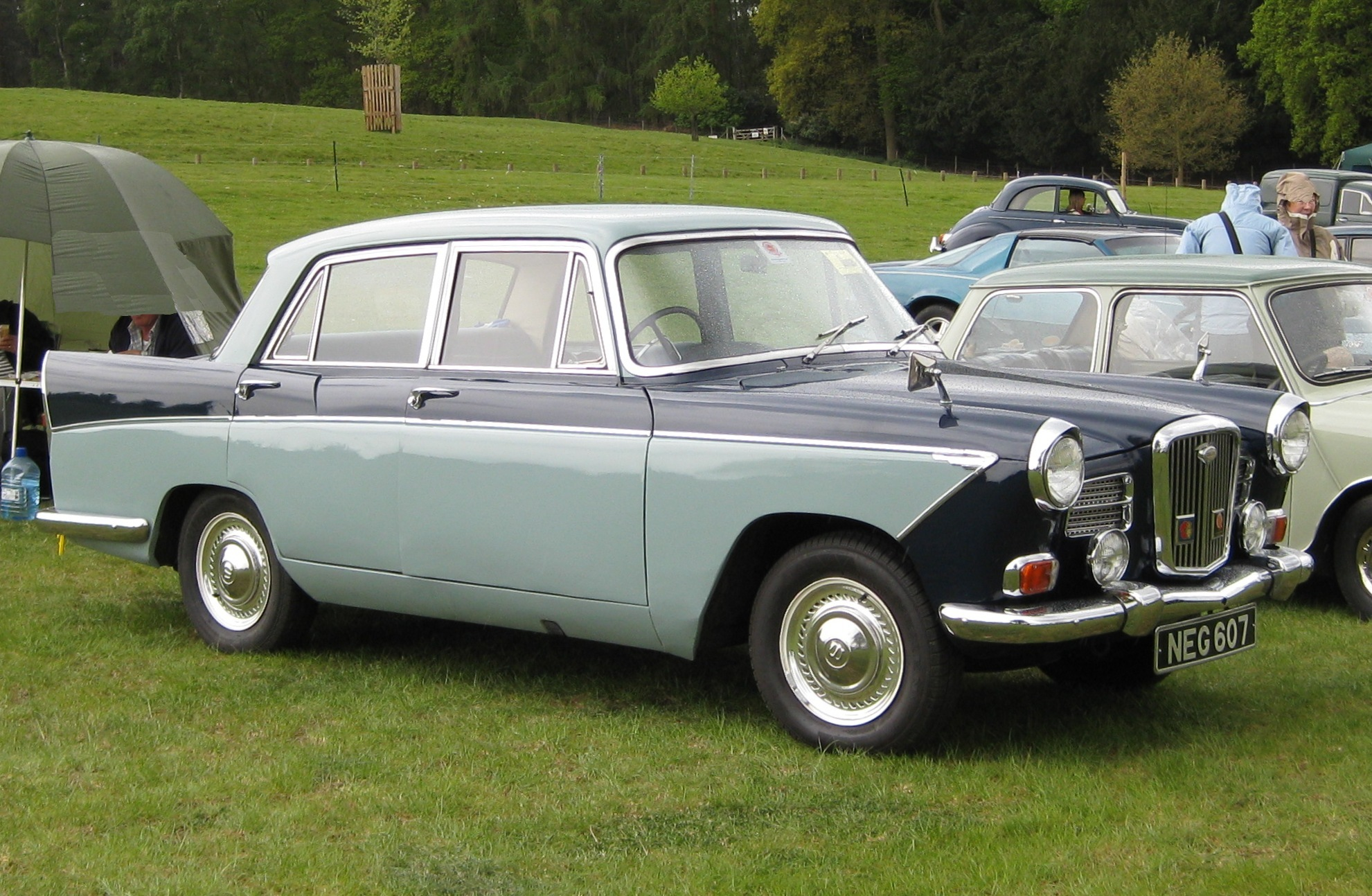
Wolseley 15/60

Als erstes Mitglied der ADO9-Familie brachte BMC den Wolseley auf den Markt. Das als 15/60 (auch: Fifteen-Sixty) bezeichnete Modell, das keinen direkten Vorgänger hatte, erschien im Dezember 1958. Der Wolseley belegte innerhalb der Markenhierarchie des Konzerns das obere Marktsegment und vermittelte wegen seines konservativen Auftritts „einen Hauch von Respektabilität.“ Auf Sportlichkeit wurde hingegen nicht Wert gelegt. Eigenständiges Designmerkmal des 15/60 war ein schildförmiger verchromter Kühlergrill mit einem beleuchteten Markenemblem oben in der Mitte. Zwischen dem Kühlergrill und den Scheinwerfern befanden sich zwei weitere Lufteinlässe mit verchromten Ziergittern. Der 15/60 war serienmäßig mit lederbezogenen Einzelsitzen und Holzfurnier am Armaturenbrett ausgestattet. Die Karosserie konnte wahlweise ein- oder zweifarbig lackiert werden.
Der Wolseley 15/60 erreichte eine Höchstgeschwindigkeit von 123 km/h. Sein Verkaufspreis belief sich 1959 auf 991 £ inklusive Steuern. Bis 1961 wurden 24.579 Exemplare des Wolseley 15/60 hergestellt. Zu den Kunden gehörten auch viele Polizeibehörden, die den Wolseley anderen ADO9-Versionen vorzogen.

### Austin A55 Cambridge Mark II

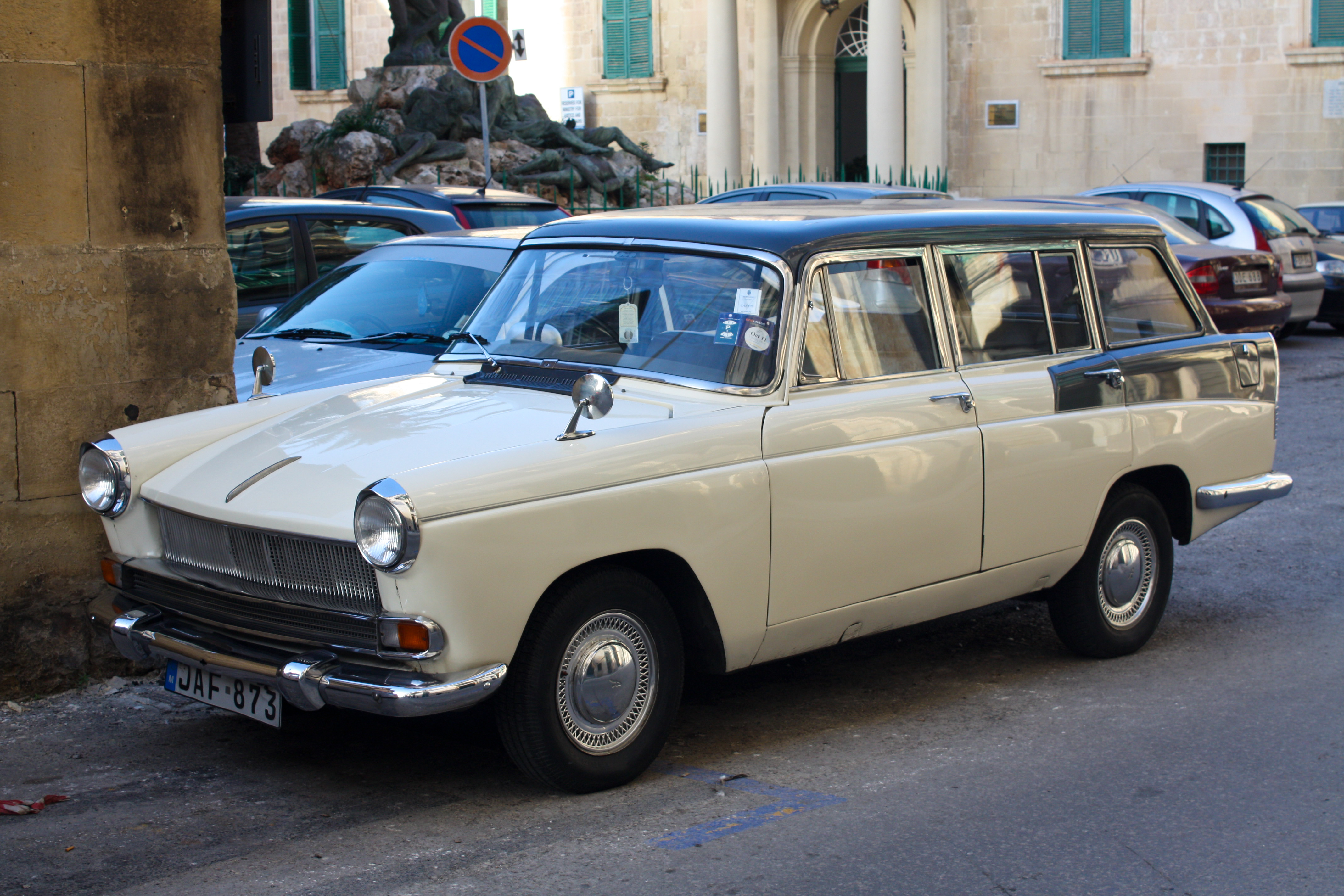
Austin A55 Cambridge Mark II Countryman

Einen Monat nach dem Wolseley erschien die gleich motorisierte Austin-Version des ADO9. Sie trug die Bezeichnung A55 Cambridge Mark II (vielfach verkürzt zu Austin Cambridge) und löste den seit 1957 produziertes Mark I ab. Der Cambridge hatte eine einfach gestaltete Frontpartie; ähnlich wie beim späteren Peugeot 404 reichte der vergitterte Kühlergrill nahezu über die gesamte Fahrzeugbreite. Im Innenraum befand sich vorn und hinten eine durchgehende Sitzbank. Das Armaturenbrett war einfach gestaltet. Die Höchstgeschwindigkeit betrug 121 km/h. Der Kaufpreis wurde 1951 mit 802 £ inklusive Steuern angegeben.
Außer der viertürigen Stufenhecklimousine bot Austin – anders als MG, Riley und Wolseley – seit dem Herbst 1960 auch einen fünftürigen Kombiwagen an, der die Zusatzbezeichnung Countryman trug.

### MG Magnette Mark III

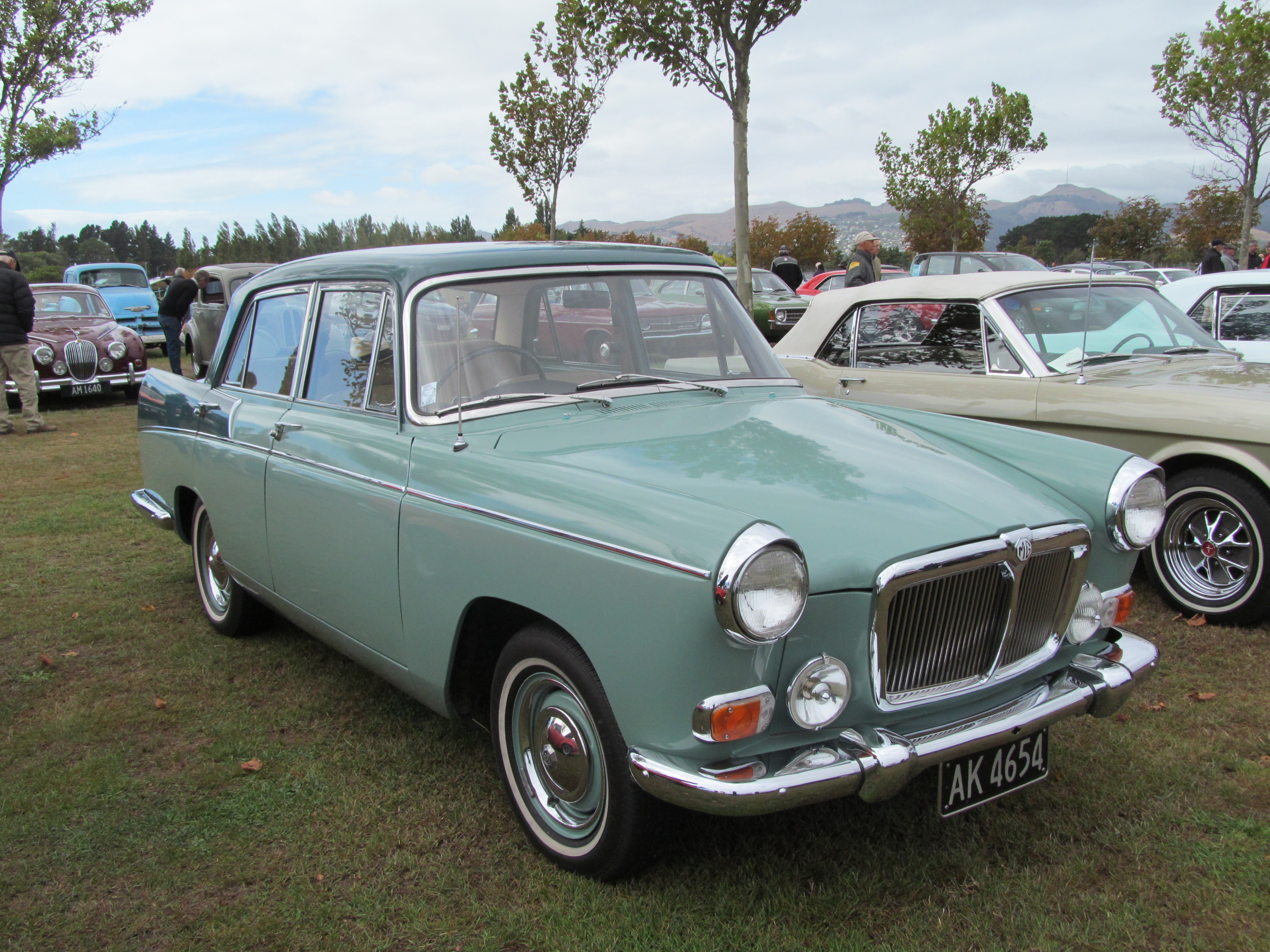
MG Magnette Mark III

Für die MG-Variante des ADO9 griff BMC die Bezeichnung Magnette auf, die bereits seit der Vorkriegszeit für die Mittelklassefahrzeuge der Marke verwendet wurde. Der ADO9-Magnette erhielt die Zusatzbezeichnung Mark III. Das Modell wurde im Februar 1959 auf den Markt gebracht und löste den Magnette ZB ab. Der Magnette III wurde als „aufgepeppte“ (jazzed-up) Version des Austin Cambridge wahrgenommen. Einziges äußerliches Differenzierungsmerkmal war ein eigenständiger Kühlergrill, in der traditionellen Form der Marke MG. Die Innenausstattung des Magnette entsprach nahezu vollständig der des Wolseley 15/60, allerdings hatte der MG eine leistungsstärkere Version des Vierzylindermotors, der eine Höchstgeschwindigkeit von 137 km/h ermöglichte. Als Kombi wurde der MG nicht angeboten. Der Verkaufspreis des Magnette lag bei 1013 £.

### Morris Oxford Series V

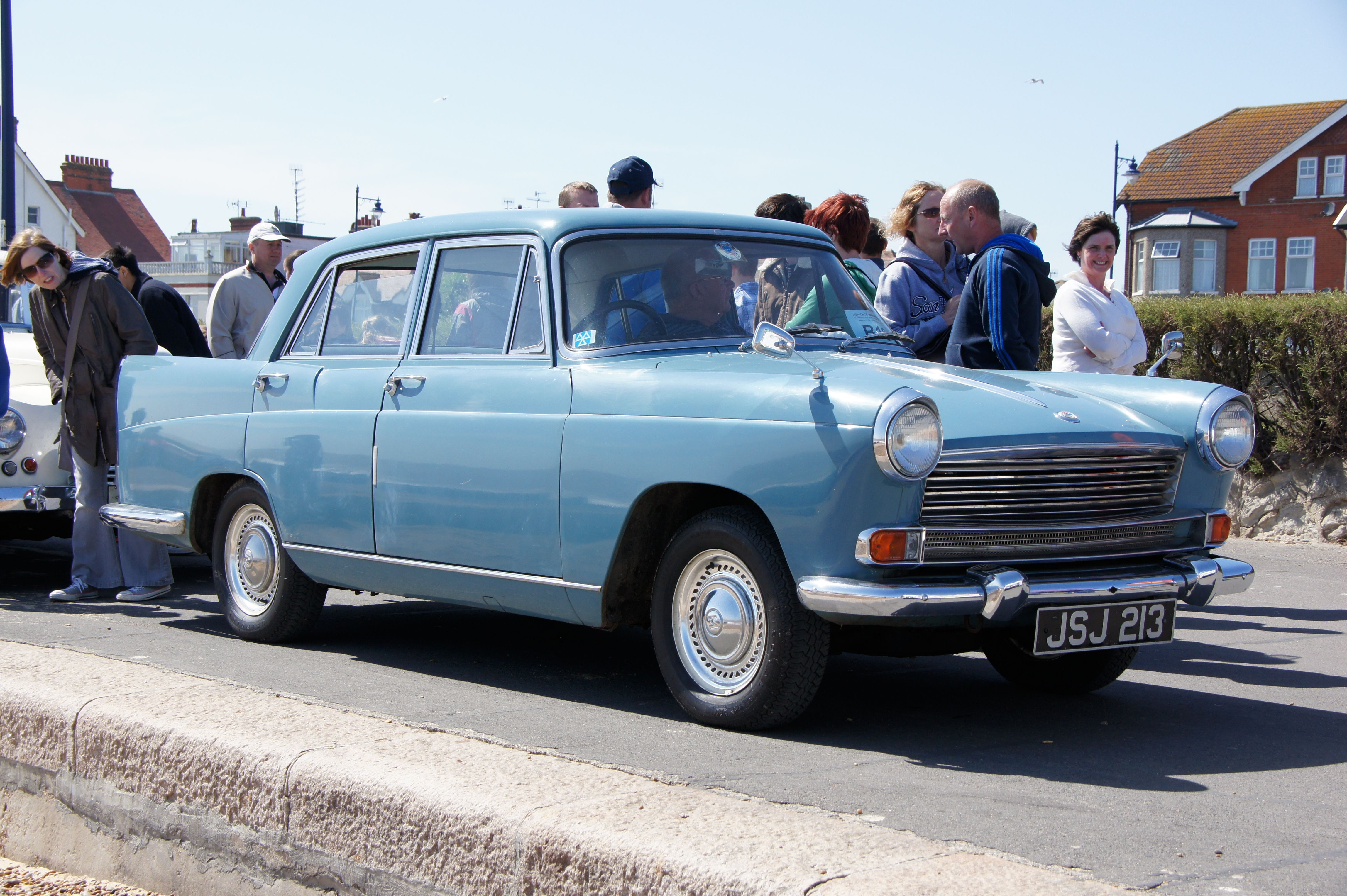
Basismodell: Morris Oxford

Im März 1959 präsentierte Morris die vierte Version des ADO9. Sie erhielt die traditionsreiche, seit 1913 wiederholt genutzte Modellbezeichnung Oxford und als Differenzierungsmerkmal den Zusatz Series V. Der Oxford glich sowohl äußerlich als auch im Innenraum weitgehend dem Austin A55 Cambridge, allerdings bot Morris eine andere Farbpalette an als Austin. Die Autos wurden in unterschiedlichen Werken gefertigt: Der Cambridge entstand im BMC-Werk Longbridge, der Oxford lief in Cowley vom Band. Der Morris war 14 £ teurer als der Austin Cambridge. Bis 1961 entstanden 87.432 Exemplare des Oxford.
Ab 1960 bot Morris eine Kombiversion mit der Zusatzbezeichnung Traveller an. Sie entsprach dem Austin A55 Cambridge Countryman.

### Riley 4/68

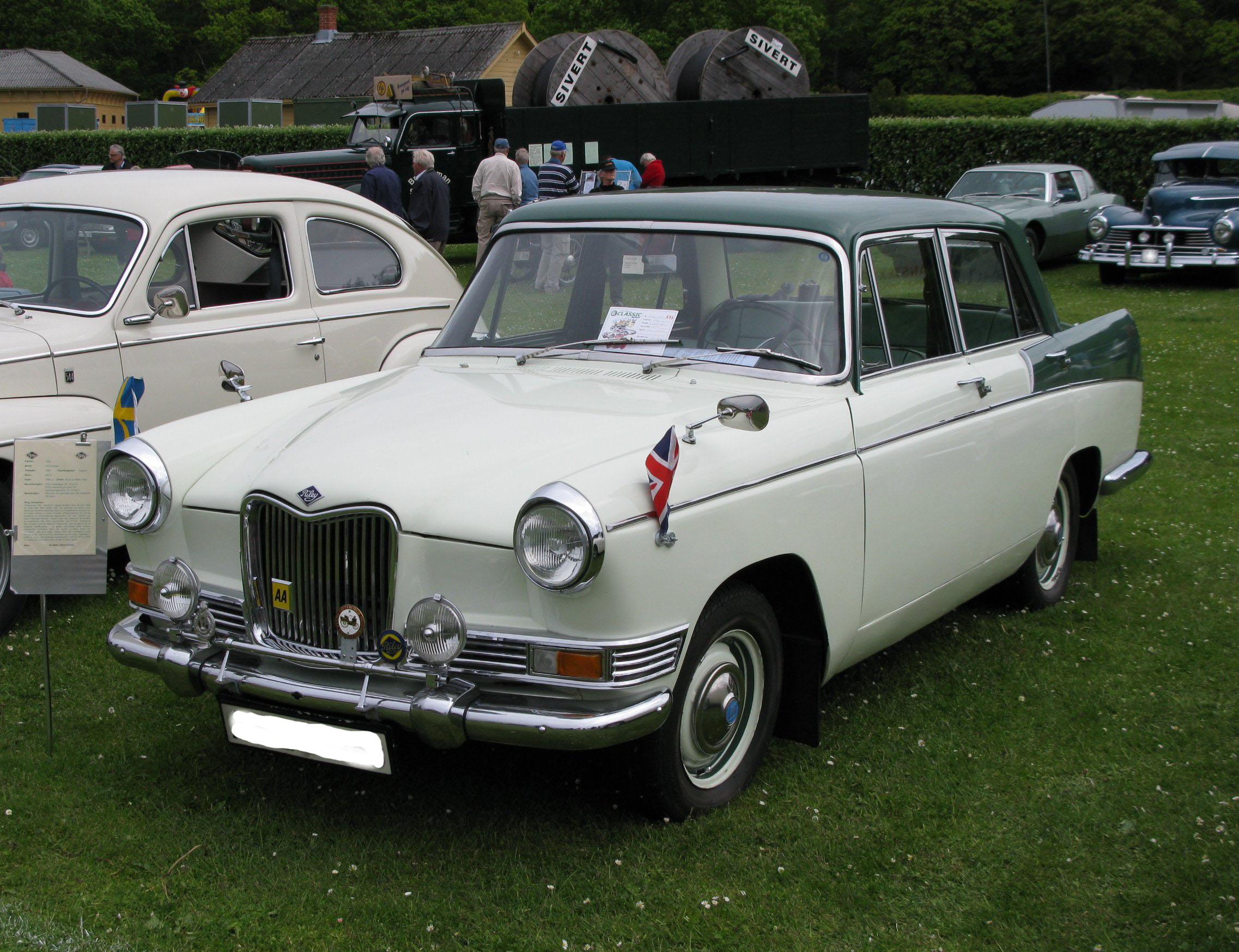
Riley 4/68

Als letzte Variante des ADO9 brachte Riley im April 1959 den 4/68 (auch ausgeschrieben Four Sixty-Eight) auf den Markt. Der 4/68 war abgesehen vom Kühlergrill äußerlich nahezu vollständig mit dem MG Magnette III gleich und auch mit dessen leistungsgesteigerten Motor versehen. Die Ausstattung war hochwertig. Insgesamt kombinierte BMC im 4/68 die Sportlichkeit des MG mit dem Luxus des Wolseley. Der Riley war der einzige ADO9 mit serienmäßigem Drehzahlmesser. Mit einem Kaufpreis von 1028 £ war der Riley das teuerste Modell der Reihe. Bis 1961 entstanden 10.940 Fahrzeuge.

## Produktion
Der Austin A55 Cambridge Mark II entstand als einzige Version des ADO9 im BMC-Werk Longbridge in Birmingham. Alle Anderen wurden im Werk Cowley in Oxford gefertigt.

## Produktion in Argentinien

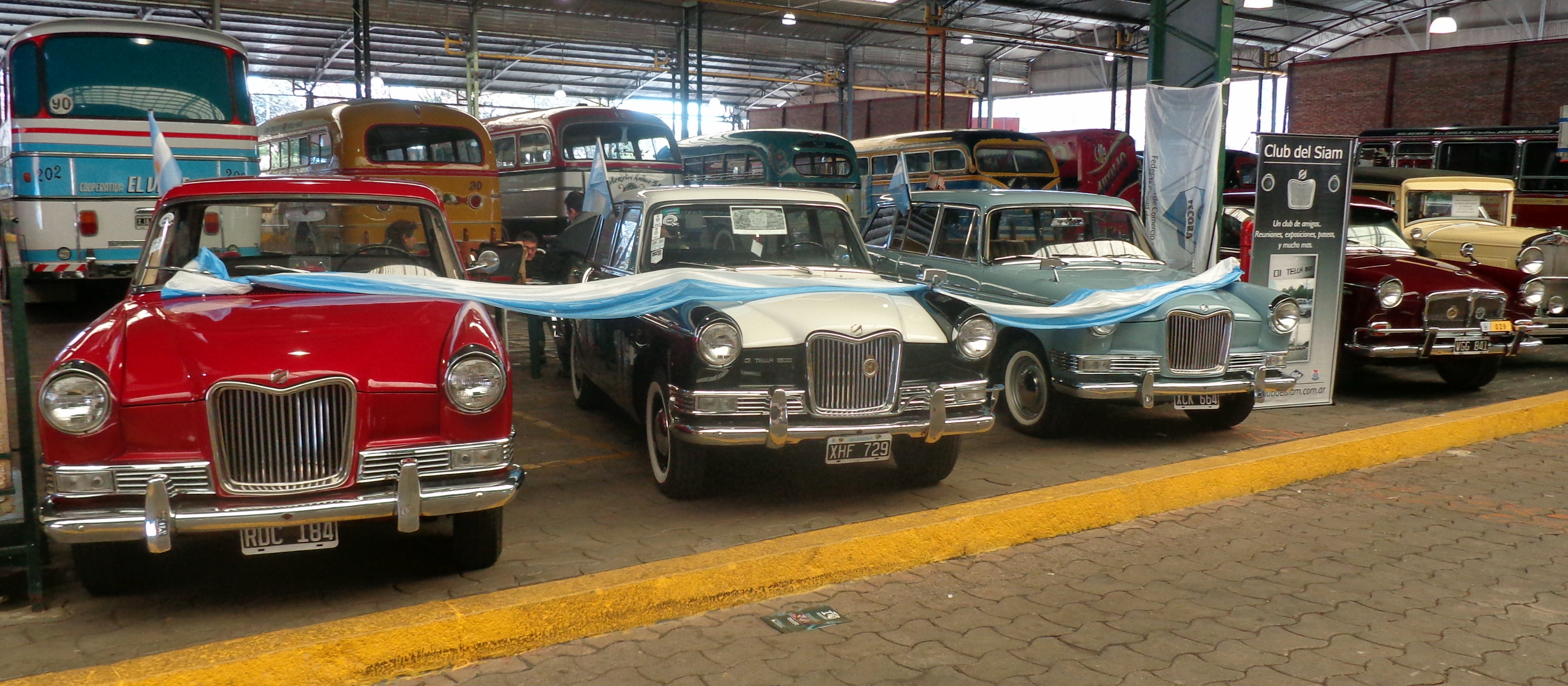
Di Tella 1500

Von 1959 bis 1965 fertigte das argentinische Automobilwerk Siam Di Tella nahe Buenos Aires einen lizenzierten Nachbau des Riley 4/68. Das Di Tella 1500 genannte Modell glich technisch und stilistisch weitestgehend dem britischen Riley, hatte aber eine in der Leistung geringfügig gedrosselte Version des B-Series-Motors mit einem Vergaser. Bis 1966 entstanden 45.700 Exemplare des 1500, hinzu kamen 2664 Exemplare des höher positionierten, im Ganzen aber ähnlichen Di Tella Magnette. Die Modelle waren in Argentinien vor allem als Taxis beliebt. Insbesondere in Buenos Aires verdrängten sie wegen ihrer Wirtschaftlichkeit Taxis US-amerikanischer Herkunft. Außer der Limousine fertigte Di Tella auch etwa 2000 Exemplare eines ADO9-Kombi; darüber hinaus entstanden Pick-up-Versionen, die das Unternehmen selbst konstruiert hatte.
Nach der Produktionsaufgabe bei Siam Di Tella setzte die Compañía Industrial de Automotores die Produktion noch bis April 1967 fort. Die Markennamen lauteten nun MG, Morris und Riley.

## Technische Daten
| Motor:                               | Reihenvierzylinder-Ottomotor, dreifach gelagerte Kurbelwelle Motorblock und Zylinderkopf aus Grauguss | Reihenvierzylinder-Ottomotor, dreifach gelagerte Kurbelwelle Motorblock und Zylinderkopf aus Grauguss | Reihenvierzylinder-Ottomotor, dreifach gelagerte Kurbelwelle Motorblock und Zylinderkopf aus Grauguss | Reihenvierzylinder-Ottomotor, dreifach gelagerte Kurbelwelle Motorblock und Zylinderkopf aus Grauguss | Reihenvierzylinder-Ottomotor, dreifach gelagerte Kurbelwelle Motorblock und Zylinderkopf aus Grauguss | Reihenvierzylinder-Ottomotor, dreifach gelagerte Kurbelwelle Motorblock und Zylinderkopf aus Grauguss |                |                |
| Hubraum:                             | 1489 cm³                                                                                              | 1489 cm³                                                                                              | 1489 cm³                                                                                              | 1489 cm³                                                                                              | 1489 cm³                                                                                              | 1489 cm³                                                                                              |                |                |
| Bohrung × Hub:                       | 73,02 × 88,9 mm                                                                                       | 73,02 × 88,9 mm                                                                                       | 73,02 × 88,9 mm                                                                                       | 73,02 × 88,9 mm                                                                                       | 73,02 × 88,9 mm                                                                                       | 73,02 × 88,9 mm                                                                                       |                |                |
| Gemischaufbereitung:                 | SU-Gleichdruckvergaser                                                                                | SU-Gleichdruckvergaser                                                                                | SU-Gleichdruckvergaser                                                                                | zwei SU-Gleichdruckvergaser                                                                           | zwei SU-Gleichdruckvergaser                                                                           | SU-Gleichdruckvergaser                                                                                |                |                |
| Ventilsteuerung:                     | kettengetriebene seitliche Nockenwelle zwei hängende Ventile pro Zylinder                             | kettengetriebene seitliche Nockenwelle zwei hängende Ventile pro Zylinder                             | kettengetriebene seitliche Nockenwelle zwei hängende Ventile pro Zylinder                             | kettengetriebene seitliche Nockenwelle zwei hängende Ventile pro Zylinder                             | kettengetriebene seitliche Nockenwelle zwei hängende Ventile pro Zylinder                             | kettengetriebene seitliche Nockenwelle zwei hängende Ventile pro Zylinder                             |                |                |
| Kühlung:                             | Wasserkühlung                                                                                         | Wasserkühlung                                                                                         | Wasserkühlung                                                                                         | Wasserkühlung                                                                                         | Wasserkühlung                                                                                         | Wasserkühlung                                                                                         |                |                |
| max. Leistung:                       | 55 bhp (41 KW)                                                                                        | 55 bhp (41 KW)                                                                                        | 55 bhp (41 KW)                                                                                        | 64 bhp (49 kW)                                                                                        | 64 bhp (49 kW)                                                                                        | 55 bhp (41 KW)                                                                                        | 55 bhp (41 KW) | 55 bhp (41 KW) |
| Getriebe:                            | Vierganggetriebe (Handschaltung)                                                                      | Vierganggetriebe (Handschaltung)                                                                      | Vierganggetriebe (Handschaltung)                                                                      | Vierganggetriebe (Handschaltung)                                                                      | Vierganggetriebe (Handschaltung)                                                                      | Vierganggetriebe (Handschaltung)                                                                      |                |                |
| Radaufhängung:                       | Doppelquerlenker vorn Starrachse an Blattfedern hinten                                                | Doppelquerlenker vorn Starrachse an Blattfedern hinten                                                | Doppelquerlenker vorn Starrachse an Blattfedern hinten                                                | Doppelquerlenker vorn Starrachse an Blattfedern hinten                                                | Doppelquerlenker vorn Starrachse an Blattfedern hinten                                                | Doppelquerlenker vorn Starrachse an Blattfedern hinten                                                |                |                |
| Bremsen:                             | vorne und hinten Trommelbremsen, hydraulisch betätigt                                                 | vorne und hinten Trommelbremsen, hydraulisch betätigt                                                 | vorne und hinten Trommelbremsen, hydraulisch betätigt                                                 | vorne und hinten Trommelbremsen, hydraulisch betätigt                                                 | vorne und hinten Trommelbremsen, hydraulisch betätigt                                                 | vorne und hinten Trommelbremsen, hydraulisch betätigt                                                 |                |                |
| Karosserie:                          | selbsttragend, Stahl                                                                                  | selbsttragend, Stahl                                                                                  | selbsttragend, Stahl                                                                                  | selbsttragend, Stahl                                                                                  | selbsttragend, Stahl                                                                                  | selbsttragend, Stahl                                                                                  |                |                |
| Aufbau:                              | Limousine, viertürig                                                                                  | Limousine, viertürig                                                                                  | Limousine, viertürig                                                                                  | Limousine, viertürig                                                                                  | Limousine, viertürig                                                                                  | Kombi, fünftürig                                                                                      |                |                |
| Radstand:                            | 2521 mm                                                                                               | 2521 mm                                                                                               | 2521 mm                                                                                               | 2521 mm                                                                                               | 2521 mm                                                                                               | 2521 mm                                                                                               |                |                |
| Abmessungen (Länge × Breite × Höhe): | 4455 × 1613 × 1518 mm                                                                                 | 4455 × 1613 × 1518 mm                                                                                 | 4455 × 1613 × 1518 mm                                                                                 | 4455 × 1613 × 1518 mm                                                                                 | 4455 × 1613 × 1518 mm                                                                                 | 4455 × 1613 × 1518 mm                                                                                 |                |                |
| Leergewicht:                         | 1067 kg                                                                                               | 1093 kg                                                                                               | 1118 kg                                                                                               | 1093 kg                                                                                               | 1105 kg                                                                                               | 1128 kg                                                                                               |                |                |
| Höchstgeschwindigkeit:               | 121 km/h                                                                                              | 121 km/h                                                                                              | 123 km/h                                                                                              | 137 km/h                                                                                              | 134 km/h                                                                                              | 120 km/h                                                                                              |                |                |